# برج گواردامار
 برج گواردامار والنسیایی: Torreta de Guardamar یک دکل ۳۸۰ متری است که توسط نیروی دریایی ایالات متحده آمریکا در نزدیکی گواردامار دل سگورا، اسپانیا برپا شده‌است. این سازه در سال ۱۹۶۲ ساخته شد و بلندترین سازه معماری در شبه‌جزیره ایبری و اتحادیه اروپا به‌شمار می‌رود.